# Čeláre
Čeláre este o comună slovacă, aflată în districtul Veľký Krtíš din regiunea Banská Bystrica. Localitatea se află la altitudinea de 154 m deasupra n.m., se întinde pe o suprafață de 12,52 km2 și în 2017 număra 455 de locuitori.

## Istoric
Localitatea Čeláre este atestată documentar din 1262.

## Demografie
| An:                | 1994 | 2004   | 2014   | 2024   |
| ------------------ | ---- | ------ | ------ | ------ |
| Număr de persoane: | 530  | 515    | 475    | 512    |
| Diferență:         |      | −2,83% | −7,76% | +7,78% |

| An:                | 2023 | 2024   |
| ------------------ | ---- | ------ |
| Număr de persoane: | 501  | 512    |
| Diferență:         |      | +2,19% |